# Alan Gelfand
Alan "Ollie" Gelfand (Nueva York, 1 de enero de 1963) es un skateboarder, piloto de carreras y empresario estadounidense, conocido por inventar el ollie, el truco fundamental del skateboarding.

## Primeros años
Se mudó a Hollywood, Florida con su familia en 1972. Comenzó a andar en skate en 1974 después de que su padre le comprara su primer skateboard.

## Skateboarding

### Invención del ollie
Nombrado por la revista Thrasher como "El Padre Fundador de una Generación", la invención del ollie por Alan Gelfand cambió el rostro del skateboarding. Su primera demostración del truco en 1976 en Skateboard USA en Hollywood, Florida, fue fortuita, derivada de la construcción imperfecta del propio skatepark. Gelfand explicó que las características mal construidas del parque llevaron inadvertidamente a su descubrimiento innovador. "Todo fue por accidente. El parque estaba tan mal construido que muchas de las características eran sobre verticales y desiguales. Había una parte de la piscina donde, cuando la patinabas, salías, tomabas aire y, debido a que estaba sobre vertical, la tabla volvía hacia tus piernas. Doblabas las rodillas hacia atrás y la tabla volvía a ti. Fue todo por accidente, realmente," recordó Gelfand. Comenzó a aplicar esta técnica a varios elementos, refinando aún más su enfoque. Para 1979, durante una visita a Winchester Skate Park en San José, California, estaba perfeccionando el ollie, convirtiéndolo en un movimiento fundamental en el skateboarding.
Esta innovación no intencional, denominada el "truco del siglo" por Stacey Peralta, cambió fundamentalmente el skateboarding, transformándolo de maniobras simples a dinámicas aéreas complejas.  Alan fue acreditado en el Oxford Dictionary of English, la Enciclopedia Británica y el Webster's Dictionary como el inventor del truco después de que anteriormente se listara como desconocido.
El truco consiste en un skateboarder golpeando la cola de la tabla hacia abajo mientras salta para levantar la tabla en el aire sin usar las manos.
La técnica de Gelfand se mostró por primera vez en un artículo detallado en la edición de enero de 1979 de la revista SkateBoarder Magazine. Titulado "Special Tips on Progressive Aerials", el artículo describía su método para ejecutar el no-hand ollie air, proporcionando una guía paso a paso que ha influido en generaciones de skateboarders.

### Logros profesionales
La destreza en el skateboarding de Alan Gelfand se extendió más allá de la invención del ollie. Compitió en varios eventos significativos en las décadas de 1970 y 1980, mostrando sus habilidades en múltiples países en giras como el primer miembro del legendario equipo Bones Brigade creado por Stacey Peralta.  El Bones Brigade fue un equipo de skateboarders de élite patrocinado por Powell-Peralta, que incluía a otros skateboarders legendarios como Tony Hawk y Rodney Mullen, y fue fundamental en la evolución y popularización del skateboarding. Su innovación colectiva y la exposición mediática jugaron un papel significativo en la transición del skateboarding de un pasatiempo de nicho a un fenómeno global.
El espíritu competitivo de Gelfand era evidente mientras participaba y ganaba numerosos concursos de skateboarding a nivel mundial. Su calendario de giras y competiciones en los últimos años 70 incluyó eventos en toda Europa y América del Sur, donde mostró el ollie y otras maniobras complejas, popularizando aún más el skateboarding como deporte.
Alan fue ingresado en el Skateboarding Hall of Fame en 2013.

### Competiciones
A lo largo de su carrera, Alan Gelfand participó en numerosas competiciones notables de skateboarding.
Años 70
- 1976 South Florida Skateboard Championships, Hollywood, Florida: Una competencia temprana que destacó el talento emergente de Gelfand.
- 1976 First Annual Central Florida Skateboard Championships, Skateboard City, Port Orange, Florida: Demostró su destreza en el eslalon y el skateboarding estilo libre.
- 1977 Florida Pro, Kona Skatepark, Jacksonville, Florida: Gelfand compitió contra los mejores skateboarders regionales.
- 1978 First Annual Fun ’N Sun Skateboard Championships, Clearwater, Florida: Participó en cross country, eslalon gigante y eslalon dual.
- 1978 Catalina Classic, Avalon, Santa Catalina, California: Compitió en eventos de downhill y eslalon dual.

Años 80
- 1980 Big O Pro-Am, Big O, Orange, California: Conocido por ganar la categoría 'Highest Air', mostrando sus habilidades en el ollie.
- 1980 Gold Cup Series, varias ubicaciones en California: Participó en una serie de eventos, destacando en bowl y skateboarding estilo libre.

Exhibiciones y Demostraciones Especiales
- 1979 SkateBoarder Magazine Exhibition: Participó en una demostración especial que consolidó su estatus dentro de la comunidad del skateboarding.
- 1980s Bones Brigade Tours: Como miembro clave del Bones Brigade, Gelfand participó en giras nacionales e internacionales, realizando exhibiciones que popularizaron el skateboarding a nivel mundial.

Durante sus giras, el estilo y las habilidades técnicas de Gelfand dejaron una marca indeleble en la escena internacional del skateboarding. Participó en eventos significativos como el Super Skate Show en Caracas, Venezuela, en 1979, que contó con la participación de destacados skaters de la época y fue un lugar clave para que Gelfand demostrara el ollie a una audiencia más amplia. Rodney Mullan informó en skateboarding.com que ese evento fue la primera vez que él y Alan realizaron el truco Pop Shove It.

## Carrera en el Automovilismo
Después de retirarse del skateboarding profesional, Alan Gelfand se trasladó a las carreras de automóviles, centrándose particularmente en los Volkswagens. Su carrera en el automovilismo abarcó desde finales de los años 80 hasta principios de los 2000, donde participó en varias carreras de resistencia y demostró sus habilidades al volante.

### Éxitos en el Automovilismo
Gelfand logró un éxito notable en la Longest Day of Nelson 24 Hour Endurance Race para Showroom Stock Cars, celebrada en el Nelson Ledges Road Course. Aseguró el primer lugar en esta carrera durante cuatro años consecutivos desde 1990 hasta 1993, demostrando su destreza en las carreras de resistencia.

#### Grand-Am Cup Series
Gelfand compitió en la Grand-Am Cup Street Stock Series en 2001, participando en múltiples carreras en diferentes circuitos:
Daytona International Speedway: Tercer y octavo puesto en dos carreras diferentes.
Phoenix International Raceway: Quinto y vigésimo primer puesto.
Homestead-Miami Speedway: Séptimo puesto.
Watkins Glen International: Décimo puesto.

#### Otras competiciones
Gelfand también compitió en varias otras carreras de resistencia:
1993 IMSA Firestone Firehawk race: Decimocuarto puesto.
1993 3 Hour Firestone Firehawk Endurance Championship en Laguna Seca: Vigésimo octavo puesto.
2001 Daytona Motorola Cup: Noveno puesto.
| Año  | Carrera                                                                                                 | Posición en Clase | Equipo                   | Marca/Modelo del Coche | Clase   | Fuente                  |
| ---- | --- | ----------------- | ------------------------ | ---------------------- | ------- | ----------------------- |
| 1990 | Longest day of Nelson 24 Hour Endurance Race for Showroom Stock Cars                                    | 1                 | BSI Racing               | 1981 VW Rabbit         | 1 IT-B  | Racing History Project  |
| 1991 | Longest day of Nelson 24 Hour Endurance Race for Showroom Stock Cars                                    | 1                 | BSI Racing               | 1981 VW Rabbit         | 1 IT-B  | Racing History Project  |
| 1992 | Longest day of Nelson 24 Hour Endurance Race for Showroom Stock Cars                                    | 1                 | BSI Racing               | 1981 VW Rabbit         | 1 IT-B  | Racing History Project  |
| 1993 | Longest day of Nelson 24 Hour Endurance Race for Showroom Stock Cars                                    | 1                 | BSI Racing               | 1981 VW Rabbit         | 1 IT-B  | Racing History Project  |
| 2001 | Daytona International Speedway                                                                          | 3                 | Speedsource              | Porsche Boxster        | ST      | The Third Turn          |
| 2001 | Phoenix International Raceway                                                                           | 5                 | Speedsource              | Porsche Boxster        | ST      | The Third Turn          |
| 2001 | Homestead-Miami Speedway                                                                                | 7                 | Speedsource              | Porsche Boxster        | ST      | The Third Turn          |
| 1992 | Ace Auto Parts 250 Firestone Firehawk Endurance Championships Sebring International Raceway-Sebring, FL | 8                 | N/A                      | N/A                    | N/A     |                         |
| 2001 | Daytona International Speedway                                                                          | 8                 | Speedsource              | Porsche Boxster        | ST      | The Third Turn          |
| 2001 | Daytona Motorola Cup                                                                                    | 9                 | N/A                      | N/A                    | N/A     | Zoom Pics               |
| 2001 | Watkins Glen International                                                                              | 10                | Speedsource              | Porsche Boxster        | ST      | The Third Turn          |
| 1993 | IMSA Firestone Firehawk race                                                                            | 14                | Team Schlesinger-Gelfand | Volkswagen Corrado     | N/A     | Ultimate Racing History |
| 2001 | Grand-Am Cup Street Stock Series at Phoenix International Raceway                                       | 21                | Speedsource              | Porsche Boxster        | ST      | Motorsport              |
| 1993 | 3 Hour Firestone Firehawk Endurance Championship for Grand Sports, Sports, and Touring entry list       | 28                | Rally's Hamburgers       | Volkswagen Corrado     | Touring | Prog Covers             |

## Progresión en la industria automotriz
Frecuentemente trabajando como mecánico en los autos que corría, y en los de sus compañeros de equipo, después de las carreras, Gelfand continuó su participación con los automóviles fundando el German Car Depot en Hollywood, Florida. El negocio se especializa en la reparación y mantenimiento de automóviles alemanes, reflejando su conexión con la ingeniería y mecánica automotriz.

### Negocio Automotriz - German Car Depot
Gelfand abrió el German Car Depot, un taller de reparación automotriz especializado en automóviles alemanes, ubicado en Hollywood, Florida. El taller, establecido después de un cambio de marca de VW Depot debido a una disputa de marca registrada, ahora opera con ocho bahías y atiende a cientos de autos mensualmente, generando ingresos multimillonarios.

## Entrada en el diccionario
El nombre y la contribución de Alan "Ollie" Gelfand al skateboarding fueron inmortalizados cuando el término "ollie" fue agregado al Oxford English Dictionary. Esta inclusión no solo reconoce su invención sino que cementa su legado dentro del idioma inglés como sustantivo y verbo intransitivo. Este reconocimiento destaca el impacto generalizado de su innovación en el skateboarding y la cultura popular, ilustrando cómo un término técnico del deporte puede integrarse en el lenguaje cotidiano. El Canadian Oxford Dictionary aún lista el origen de la palabra como desconocido, a pesar de que todas las demás ediciones acreditan a Alan.

### Batallas legales y problemas de marca registrada
Gelfand también ha estado involucrado en acciones legales para proteger su propiedad intelectual relacionada con el ollie. Presentó demandas contra grandes empresas, incluidas Disney y Sega, por usar el término "ollie" sin permiso, alegando infracción de sus derechos de marca registrada.

## Filmografía
Las importantes contribuciones de Alan Gelfand al skateboarding también han sido reconocidas en varios documentales, que exploran los aspectos culturales e históricos del deporte. Su participación en estas películas ayuda a preservar el legado de la evolución del skateboarding y su papel fundamental dentro de él.

#### Skateboard Madness(1980)
Gelfand apareció como skater en Skateboard Madness, un documental que captura la vibrante escena del skateboarding de finales de los años 70. La película proporciona una visión de la dinámica de la cultura del skateboarding durante un período de crecimiento e innovación significativos.

#### Bones Brigade: An Autobiography(2012)
En Bones Brigade: An Autobiography, dirigida por Stacy Peralta, Gelfand aparece como él mismo. El documental se centra en la historia del Bones Brigade, un equipo de skateboarding legendario conocido por su influencia en el deporte en la década de 1980. El relato de primera mano de Gelfand contribuye a la narrativa del impacto pionero del equipo en el skateboarding.

#### Dogtown and Z-Boys(2001)
Gelfand también apareció en Dogtown and Z-Boys, otro documental de Stacy Peralta. Filmado originalmente en los años 70, pero lanzado oficialmente en 2001, estas dos películas examinan la cultura del skate y el surf de los años 70 en Venice, California, destacando las innovaciones aportadas por el Zephyr Skateboard Team. La participación de Gelfand en el documental subraya los cambios revolucionarios en el skateboarding durante esta época, incluida su invención del ollie, que puede verse en video por primera vez.